# Гогеланде
Гогеланде (нід. Hoogelande) — селище в нідерландській провінції Зеландія. Входить до муніципалітету Вере.Гогеланде розташоване на захід від Мідделбурга та на південь від Грейпскерке. Село було покинуте після того, як церква була зруйнована під час Вісімдесятирічної війни. Гогеланде та прилеглі території були ремісничою громадою, а з 1811 по 1815 рік — самостійною громадою. З 1816 року воно належало до громади Гріпскерке, потім до громади Марікерке, а з 1997 року — до громади Вере.

## Історія
Гогеланде належало до парафії Вестмонстер у Мідделбурзі, яка, у свою чергу, належала до єпархії Утрехта. У 1189 році єпископ Утрехта Бодуен Голландський дав жителям Гоогеланде дозвіл побудувати власну каплицю. Документ, що містить цей дозвіл, зберігся і зараз є найстарішим архівним документом у Зеландському архіві. Каплиця була присвячена Святому Мартіну і в 15 столітті була замінена більшою церквою. Під час облоги Мідделбурга вона була в значній мірі зруйнована, залишилися тільки стіни хору. Така ситуація зберігалася аж до 20 століття.
У 1912 році Петрус Віллем Марі Хоген купив маєток Гогеланде, отримавши тим самим як руїни каплиці, так і відповідні феодальні права, і відтепер називав себе Хоген з Хогеланде. У 1964-1965 роках родина відреставрувала руїни як каплицю, і 2 вересня 1965 року її було офіційно введено в експлуатацію для проведення церковних служб і культурних заходів. Зараз управління нею здійснює фонд.

### Селище
Сьогодні Гогеланде — це селище з кількома фермами та вищезгаданою каплицею. Як і в більшості майже зниклих сіл Валхерсе, Хоогеланде позначено білим дороговказом, як вздовж Хоогеландсевег, так і вздовж Мейнерсвег.
Каплиця Хоогеланде перебуває під управлінням Фонду каплиці Гогеланде.